# カラドリウス

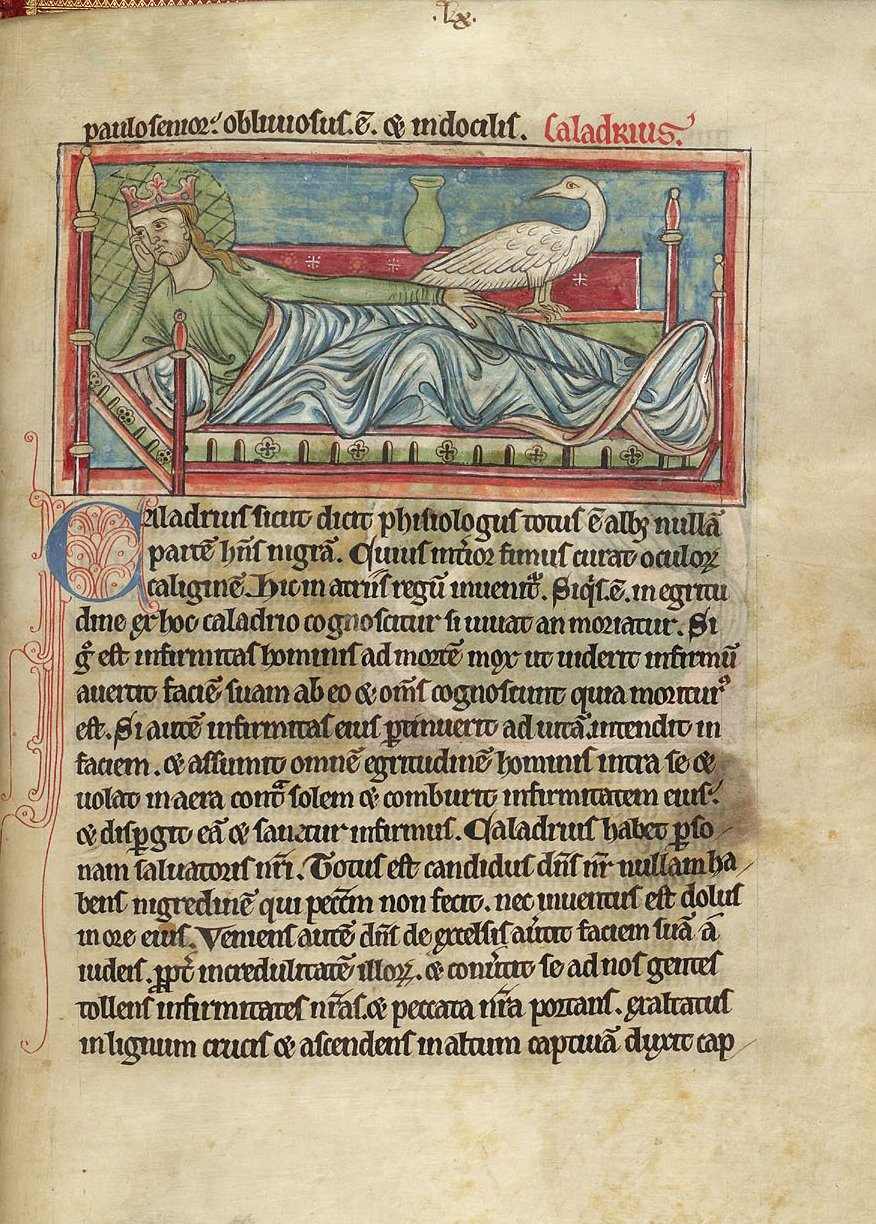
カラドリウス。13世紀の写本の王のもとに現れたカラドリオス

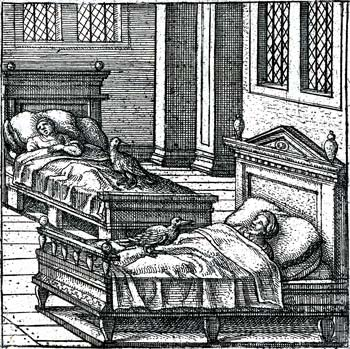
16世紀の版画家、ピーター・ヴァン・デル・ボルヒトの描いた病人を訪れるカラドリウス

カラドリオス、あるいはカラドリウス（ギリシア語: Χαράδριος, ラテン語: Caladrius, Charadrius）は、ローマ神話など中世ヨーロッパ等で信じられていた神鳥の一種である。

## 解説
カラドリオスは、キリストの化身とも、神の使いとも言われている。
危篤の王の枕元に現れ、回復の見込みがある（あるいは徳の良い）なら目をじっと見つめ、病を吸い取ってくれる。そうでなければ飛び去ってゆく。
西欧の人には、見ただけで病が薄まり、糞を飲めば不老長寿になると信仰されている。

## 特徴
カラドリオスは全体的に白っぽい鳥だが、首周り、尾の付け根、足は黒いという。目は極端に小さく、くちばしも堅く小さめだといわれている。首にアヌビスの書かれた黒い袋を提げており、吸い取った病をその袋に貯める。貯めた病が最大量まで達すると卵を産む。

### 一次資料
- アリストテレス 『動物誌』第9巻第11章、前343年頃。
- プリニウス 『博物誌』 77年。
- プルタルコス 『食卓歓談集』第5巻第7問 「凶眼について」、80年頃。
- プラエネステのアエリアヌス 『動物の特性について』第17巻第13章、220年頃。
- ヘリオドロス 『エチオピア物語』 3世紀後半。
- オータンのホノリウス 『教会の鏡』 12世紀初頭。